# Цигенешть (Галац)
Цигенешть, Цигенешті (рум. Țigănești) — село у повіті Галац в Румунії. Входить до складу комуни Мунтень.
Село розташоване на відстані 193 км на північний схід від Бухареста, 70 км на північний захід від Галаца, 140 км на південь від Ясс, 144 км на схід від Брашова.

## Населення
За даними перепису населення 2002 року у селі проживали 980 осіб, з них 979 осіб (99,9%) румунів. Рідною мовою 979 осіб (99,9%) назвали румунську.